# Danh sách nghệ sĩ của RCA Records
Danh sách những nghệ sĩ thu âm đã ký hợp đồng với RCA Records. * tức nghệ sĩ đó đã rút khỏi hãng thu âm.
Danh sách này không đầy đủ, bạn cũng có thể giúp mở rộng danh sách.

## A
- ABBA (Latin America/Australasia)
- Myriam Abel (RCA France)
- Alcazar
- Alizée (RCA France)
- Christina Aguilera
- Clay Aiken*
- Alabama* (RCA Nashville)
- The Angels
- Paul Anka
- Ann-Margret
- The Archies (Calendar/Kirshner/RCA)
- B. J. Arnau
- Eddy Arnold* (RCA Nashville)
- Rick Astley
- Chet Atkins* (RCA Nashville)
- Argent Counterpoints album – 1975
- Allan Clarke
- Automatic Loveletter
- Autograph
- 2AM Club

## B
- Chris Brown
- Alexandra Burke
- Joséphine Baker
- Tunde Baiyewu
- Baillie & the Boys* (RCA Nashville)
- Bobby Bare
- Jeff Bates* (RCA Nashville)
- Sidney Bechet
- Lou Bega
- Bix Beiderbecke
- Harry Belafonte
- The Belafonte Folk Singers
- Madeline Bell
- Matraca Berg* (RCA Nashville)
- Bo Bice*
- Clint Black* (RCA Nashville)
- Black Rebel Motorcycle Club*
- Boney M.
- The Bongos*
- David Bowie*
- Catherine Britt* (RCA Nashville)
- The Browns
- Bucks Fizz
- Bullets and Octane
- Tracy Byrd* (RCA Nashville)
- Natasha Bedingfield (UK)
- Bardot* produced by Pip Williams
- Budgie* early 80s output
- Fred Beems (Holland)
- BC Jean

## C
- Jenny Lou Carson*
- Jimmy Castor Bunch
- Kelly Clarkson
- Andy Childs* (RCA Nashville)
- The Chipmunks*
- Circus of Power*
- Citizen Cope*
- Cave In*
- Common Market
- David Cook
- Sam Cooke*
- Tyler Collins
- Perry Como
- The Cooper Temple Clause
- Cowboy Junkies*
- Floyd Cramer
- Cady Groves

## D
- Dido
- Chris Daughtry
- Daughtry
- Gavin DeGraw
- Skeeter Davis* (RCA Nashville)
- John Denver*
- Lee DeWyze (19 Recordings/RCA)
- Bo Diddley*
- Diana DeGarmo*
- Tommy Dorsey*
- Dottsy*
- Krishna Das

## E
- Eve 6
- Duke Ellington
- Ty England* (RCA Nashville)
- The Equals
- Esquivel
- Eurythmics* (until 1989 in the US)
- Niki Evans
- Kaye Etheridge (songwriter)
- Leon Everette* (RCA Nashville)
- Exit* (released single "On the Level", 1980)[1]
- Ricky Evans*
- Eoghan Quigg* (X Factor 08')

## F
- Foo Fighters (not full career, 2000-nay)
- Foster & Lloyd* (RCA Nashville)
- The Friends of Distinction
- Eddie Fisher*
- Fumble*
- Five XI*
- Funeral Party

## G
- Gale Garnett
- Keith Gattis* (songwriter)
- Mark Germino
- Dizzy Gillespie
- Bo Goanes (songwriter exclusively from Broadcast Music Incorporated (BMI))
- Danny Gokey (RCA Nashville)
- Benny Goodman
- David Gray (North America)
- Lorne Greene
- Andy Griggs* (RCA Nashville)
- Cady Groves
- The Guess Who*
- Grand Prix*
- Ray Garnett*

## H
- Daryl Hall & John Oates
- Daryl Hall
- Lionel Hampton
- Shayne Harris* (RCA Australia)
- Miku Hatsune
- Coleman Hawkins
- Jim Hawthorne*
- Headstrong
- Heather Headley
- Imogen Heap
- Hello Demons Meet Skeletons
- Fletcher Henderson
- Mike Henderson* (RCA Nashville)
- Al Hirt
- Hoodoo Gurus*
- The Hoosiers
- Lena Horne
- Hotwire
- Grayson Hugh*("Blind To Reason")
- Hum
- Human Drama*
- Alex Harvey* post SAHB (Mafia Stole My Guitar)
- Hurts
- Jennifer Hudson
- Whitney Houston

## I
- Natalie Imbruglia*
- innosense*
- Imogen Heap

## J
- Casey James (19 Recordings)
- Etta James
- Jetstream
- Jefferson Airplane
- Jem
- Michael Johnson* (RCA Nashville)
- Spike Jones
- Johnny Kendall & Heralds (songwriter exclusively from Broadcast Music Incorporated (BMI))

## K
- Alicia Keys
- R. Kelly
- Kasabian (in the U.S.)(songwriter)
- Ke$ha
- The Kills
- The Kinks
- Kings of Leon
- Andy Kirk
- Eartha Kitt
- Ben Kweller
- Kymakle (Unlimited Records/Full Effect Productions/Off Limit Productions)

## L
- Leona Lewis
- Lisa rapper
- Adam Lambert (19 Recordings/RCA)
- Abbe Lane
- Harry Lauder
- Avril Lavigne
- Marc Lavoine* (RCA France)
- Ray LaMontagne
- Miles Lee (songwriter exclusively from Broadcast Music Incorporated (BMI))
- Annie Lennox* (outside the US only)
- Gary Lewis & The Playboys (songwriter)
- Chloe Lilac
- Lil' Chris
- The Limeliters
- Liverpool Five
- Hank Locklin
- Eddie London* (RCA Nashville)
- Brice Long* (RCA Nashville)
- Longwave
- Norman Luboff
- Lauren Lucas* (RCA Nashville)
- Little Mix (RCA UK)

## M
- Main Ingredient
- Make This Your Own
- Henry Mancini*
- Martika
- Miriam Makeba
- Little Peggy March
- Dave Matthews Band
- The MarshMallows
- Coley McCabe* (RCA Nashville)
- Pake McEntire* (RCA Nashville)
- Tim McGrath
- Don McLean
- Katharine McPhee*
- Me Phi Me*
- Glenn Miller
- Stephanie Mills
- Ronnie Milsap* (songwriter exclusively from Broadcast Music Incorporated (BMI))
- Modern Talking
- The Monkees (Colgems/RCA)
- Hugo Montenegro
- Benny Moré
- Jelly Roll Morton
- My Morning Jacket
- Gene Moss
- Mylo
- Mud after leaving RAK [also recorded for Private Stock]
- Mobb Deep* (Loud/RCA/BMG Records)
- Me-2-U
- Miley Cyrus

## N
- Harry Nilsson*
- NSYNC* (RCA Records/Jive Records)
- Bob Nolan (Sons of the Pioneers)

## O
- The Oak Ridge Boys* (RCA Nashville)
- Odetta
- Jamie O'Hara* (RCA Nashville)
- Opafire* (có sự tham gia của Zachary Norman E.)
- On Call
- Robert Ellis Orrall* (RCA Nashville)
- The Osborn Sisters* (RCA Nashville)
- K.T. Oslin* (RCA Nashville)
- Out Of My Hair*
- Paul Overstreet* (RCA Nashville)

## P
- Pitbull
- P!nk
- Mike Posner
- Helena Paparizou
- Dolly Parton* (RCA Nashville)
- Rita Pavone
- Stu Phillips
- John Pierce* (RCA Nashville)
- Landon Pigg
- Bobby Pinson* (RCA Nashville)
- The Pointer Sisters
- Iggy Pop
- Pop Will Eat Itself*
- Perez Prado
- Elvis Presley*
- Charley Pride* (RCA Nashville)
- Priestess (songwriter exclusively from Broadcast Music Incorporated (BMI))
- Tito Puente
- Pure Prairie League

## Q
- Eoghan Quigg (X Factor 08')

## R
- Ray Gun and the Adjitators
- Eddie Rabbitt* (RCA Nashville)
- Eddy Raven* (RCA Nashville)
- Don Redman
- Jerry Reed* (RCA Nashville)
- Lou Reed
- Jim Reeves* (RCA Nashville)
- Restless Heart* (RCA Nashville)
- Kenny Rogers* (RCA Nashville)
- Sonny Rollins
- Diana Ross*
- George Russell
- Clodagh Rodgers*
- Ramrods*
- Joe Reisman*

## S
- Say Anything
- Britney Spears
- Ska-P
- SR-71
- Barry Sadler
- Scatman John*
- Neil Sedaka
- John Serry, Sr.
- Artie Shaw
- Crystal Shawanda* (RCA Nashville)
- Shenandoah* (RCA Nashville)
- Dinah Shore
- Nina Simone
- Nancy Sinatra*
- Skrape*
- Connie Smith* (RCA Nashville)
- Hank Snow
- Jo-El Sonnier* (RCA Nashville)
- Rick Springfield
- Starland Vocal Band
- Stellastarr*
- April Stevens*
- The Strokes
- Sweet* then moved to Polydor
- SWV
- SugaRush Beat Company
- Sylvia* (RCA Nashville)
- Sandi Thom
- Scary Kids Scaring Kids
- Scorpions* during 1970s before moving to Harvest EMI
- Son of a Gun* Phil Wainman band
- Andy Scott* Sweet guitarist / 'Lady Starlight' single - 1975
- Sad Cafe*
- Slade* early 80s output
- Mercedes Sosa
- Sugababes

## T
- Justin Timberlake
- Taco
- Test Your Reflex
- 3 of Hearts* (RCA Nashville)
- The Thompson Brothers Band* (RCA Nashville)
- The Tidbits (RCA Singapole)
- Boyd Tinsley
- Aaron Tippin* (RCA Nashville)
- The Tokens (songwriter exclusively from Broadcast Music Incorporated (BMI))
- Triceratops*
- Tú*
- Bonnie Tyler
- The Tymes
- The Strokes

## U
- Usher
- Hiroshi Uchiyamada and The Cool Five (RCA Japan)

## V
- Vangelis
- Sylvie Vartan
- Steve Vaus* (RCA Nashville)
- Velvet Revolver
- Diana Vickers
- Victoria Justice (RCA UK)
- The Vinyl Junkies*

## W
- Akiko Wada (RCA Japan)
- Clay Walker* (RCA Nashville)
- Wanessa (RCA Brazil/Sony Music)
- Porter Wagoner* (RCA Nashville)
- Fats Waller
- Dottie West* (RCA Nashville)
- Westlife
- Westworld*
- Lari White* (RCA Nashville)
- Keith Whitley* (RCA Nashville)
- Roger Whittaker
- Wild Orchid
- The Wedding Present
- The Womenfolk
- The Wrights (Alan's Country Records/RCA)
- Wu-Tang Clan* (Loud/RCA/BMG Records)

## X
- Xzibit*

## Y
- Rachael Yamagata
- Glenn Yarbrough
- The Youngbloods
- Young and Divine

## Z
- Zager and Evans
- ZZ Top